# Сиудад дел Кармен
Сиудад дел Кармен (шп. Ciudad del Carmen) насеље је у Мексику у савезној држави Кампече у општини Кармен. Насеље се налази на надморској висини од 10 м.

## Становништво
Према подацима из 2010. године у насељу је живело 169466 становника.

### Хронологија
| Година       | 2000                   | 2005                   | 2010                   |
| ------------ | ---------------------- | ---------------------- | ---------------------- |
| Становништво | 126024 (62398 / 63626) | 154197 (76402 / 77795) | 169466 (83802 / 85664) |

### Попис
| \| \| м \| \| \| ж \| \| 0—2 \| 4.462 \| \| \| 4.372 \| \| 3—5 \| 4.813 \| \| \| 4.584 \| \| 6—11 \| 9.105 \| \| \| 8.775 \| \| 12—14 \| 4.322 \| \| \| 4.487 \| \| 15—17 \| 4.595 \| \| \| 4.603 \| \| 18—24 \| 10.731 \| \| \| 11.231 \| \| 60+ \| 4.711 \| \| \| 5.474 \| \| Просек : \| 29,4 \| \| \| 29,9 \| |        |  |  |        |
| |        |  |  |        |
| | м      |  |  | ж      |
| 0—2 | 4.462  |  |  | 4.372  |
| 3—5 | 4.813  |  |  | 4.584  |
| 6—11 | 9.105  |  |  | 8.775  |
| 12—14 | 4.322  |  |  | 4.487  |
| 15—17 | 4.595  |  |  | 4.603  |
| 18—24 | 10.731 |  |  | 11.231 |
| 60+ | 4.711  |  |  | 5.474  |
| Просек : | 29,4   |  |  | 29,9   |

| #   | Индикатор                                                                                        | Вредност |
| --- | ------------------------------------------------------------------------------------------------ | -------- |
| 1   | Становништво од 0 до 2 године                                                                    | 8834     |
| 2   | Мушко становништво од 0 до 2 године                                                              | 4462     |
| 3   | Женско становништво од 0 до 2 године                                                             | 4372     |
| 4   | Становништво са 3 и више година                                                                  | 156966   |
| 5   | Мушко становништво са 3 и више година                                                            | 77508    |
| 6   | Женско становништво са 3 и више година                                                           | 79458    |
| 7   | Становништво са 5 и више година                                                                  | 150666   |
| 8   | Мушко становништво са 5 и више година                                                            | 74267    |
| 9   | Женско становништво са 5 и више година                                                           | 76399    |
| 10  | Становништво са 12 и више година                                                                 | 129689   |
| 11  | Мушко становништво са 12 и више година                                                           | 63590    |
| 12  | Женско становништво са 12 и више година                                                          | 66099    |
| 13  | Становништво са 15 и више година                                                                 | 120880   |
| 14  | Мушко становништво са 15 и више година                                                           | 59268    |
| 15  | Женско становништво са 15 и више година                                                          | 61612    |
| 16  | Становништво са 18 и више година                                                                 | 111682   |
| 17  | Мушко становништво са 18 и више година                                                           | 54673    |
| 18  | Женско становништво са 18 и више година                                                          | 57009    |
| 19  | Становништво од 3 до 5 година                                                                    | 9397     |
| 20  | Мушко становништво од 3 до 5 година                                                              | 4813     |
| 21  | Женско становништво од 3 до 5 година                                                             | 4584     |
| 22  | Становништво од 6 до 11 година                                                                   | 17880    |
| 23  | Мушко становништво од 6 до 11 година                                                             | 9105     |
| 24  | Женско становништво од 6 до 11 година                                                            | 8775     |
| 25  | Становништво од 8 до 14 година                                                                   | 20614    |
| 26  | Мушко становништво од 8 до 14 година                                                             | 10340    |
| 27  | Женско становништво од 8 до 14 година                                                            | 10274    |
| 28  | Становништво од 12 до 14 година                                                                  | 8809     |
| 29  | Мушко становништво од 12 до 14 година                                                            | 4322     |
| 30  | Женско становништво од 12 до 14 година                                                           | 4487     |
| 31  | Становништво од 15 до 17 година                                                                  | 9198     |
| 32  | Мушко становништво од 15 до 17 година                                                            | 4595     |
| 33  | Женско становништво од 15 до 17 година                                                           | 4603     |
| 34  | Становништво од 18 до 24 године                                                                  | 21962    |
| 35  | Мушко становништво од 18 до 24 године                                                            | 10731    |
| 36  | Женско становништво од 18 до 24 године                                                           | 11231    |
| 37  | Женско становништво од 15 до 49 година                                                           | 49840    |
| 38  | Становништво са 60 и више година                                                                 | 10185    |
| 39  | Мушко становништво са 60 и више година                                                           | 4711     |
| 40  | Женско становништво са 60 и више година                                                          | 5474     |
| 41  | Однос између мушкараца и жена                                                                    | 97.83    |
| 42  | Становништво од нуле до 14 година                                                                | 44920    |
| 43  | Становништво од 15 до 64 године                                                                  | 114363   |
| 44  | Становништво од 65 година и више                                                                 | 6517     |
| 45  | Просечан број деце                                                                               | 1.89     |
| 46  | Становништво рођено у ентитету                                                                   | 102907   |
| 47  | Мушко становништво рођено у ентитету                                                             | 50318    |
| 48  | Женско становништво рођено у ентитету                                                            | 52589    |
| 49  | Становништво рођено у другом ентитету                                                            | 56568    |
| 50  | Мушко становништво рођено у другом ентитету                                                      | 28575    |
| 51  | Женско становништво рођено у другом ентитету                                                     | 27993    |
| 52  | Становништво од 5 година и више резидентно у ентитету у јуну 2005. године                        | 134439   |
| 53  | Мушко становништво старосног доба од 5 година и више, резидентно у ентитету у јуну 2005. године  | 66165    |
| 54  | Женско становништво старосног доба од 5 и више година, резидентно у ентитету у јуну 2005. године | 68274    |
| 55  | Становништво од 5 година и више које је живело у другом ентитету у јуну 2005. године             | 13005    |
| 56  | Мушко становништво старије од 5 година које је живело у другом ентитету у јуну 2005. године      | 6440     |
| 57  | Женско становништво старије од 5 година које је живело у другом ентитету у јуну 2005. године     | 6565     |
| 58  | Становништво од 3 године и више које говори аутохтони језик                                      | 2007     |
| 59  | Мушко становништво старо 3 године и више које говори аутохтони језик                             | 1040     |
| 60  | Женско становништво старо 3 године и више које говори аутохтони језик                            | 967      |
| 61  | Становништво од 3 године и више које говори аутохтони језик и не говори шпански језик            | 7        |
| 62  | Мушко становништво старо 3 године и више које говори аутохтони језик и не говори шпански         | 3        |
| 63  | Женско становништво старо 3 године и више које говори аутохтони језик и не говори шпански језик  | 4        |
| 64  | Становништво старо 3 године и више које говори аутохтони језик и шпански                         | 1781     |
| 65  | Мушко становништво старо 3 године и више које говори аутохтони језик и шпански                   | 924      |
| 66  | Женско становништво старо 3 године и више које говори аутохтони језик и шпански                  | 857      |
| 67  | Становништво од 5 година и више које говори аутохтони језик                                      | 2001     |
| 68  | Становништво од 5 година и више које говори аутохтони језик и не говори шпански језик            | 7        |
| 69  | Становништво од 5 година и више које говори аутохтони језик и говори шпански језик               | 1781     |
| 70  | Становништво у домородачким домаћинствима                                                        | 4459     |
| 71  | Становништво са ограничењима у активностима                                                      | 6270     |
| 72  | Становништво са ограниченим ходањем или кретањем, горе или доле                                  | 3144     |
| 73  | Становници са ограничењима вида, чак и уз кориштење сочива                                       | 2186     |
| 74  | Становништво са ограничењима говора, комуникације или конверзације                               | 564      |
| 75  | Становништво са ограниченим слухом                                                               | 377      |
| 76  | Становништво са ограничењима при одевању, купању или јелу                                        | 224      |
| 77  | Становништво са ограничењима у опажању или учењу једноставних ствари                             | 236      |
| 78  | Становништво са менталним ограничењима                                                           | 472      |
| 79  | Становништво без ограничења активности                                                           | 157912   |
| 80  | Становништво од 3 до 5 година које не похађа школу                                               | 3933     |
| 81  | Мушко становништво од 3 до 5 година које не похађа школу                                         | 1979     |
| 82  | Женско становништво од 3 до 5 година које не похађа школу                                        | 1954     |
| 83  | Становништво од 6 до 11 година које не похађа школу                                              | 618      |
| 84  | Мушко становништво од 6 до 11 година које не похађа школу                                        | 340      |
| 85  | Женско становништво од 6 до 11 година које не похађа школу                                       | 278      |
| 86  | Становништво од 12 до 14 година које не похађа школу                                             | 614      |
| 87  | Мушко становништво од 12 до 14 година које не похађа школу                                       | 305      |
| 88  | Женско становништво од 12 до 14 година које не похађа школу                                      | 309      |
| 89  | Становништво од 15 до 17 година похађа школу                                                     | 6563     |
| 90  | Мушко становништво од 15 до 17 година похађа школу                                               | 3276     |
| 91  | Женско становништво између 15 и 17 година живота у школи                                         | 3287     |
| 92  | Становништво од 18 до 24 године похађа школу                                                     | 6754     |
| 93  | Мушко становништво од 18 до 24 године похађа школу                                               | 3437     |
| 94  | Женско становништво од 18 до 24 године похађа школу                                              | 3317     |
| 95  | Становништво од 8 до 14 година које не може да чита и пише                                       | 557      |
| 96  | Мушко становништво старосног доба од 8 до 14 година које не може да чита и пише                  | 326      |
| 97  | Женско становништво старосног доби од 8 до 14 година које не може да чита и пише                 | 231      |
| 98  | Становништво од 15 година и више које је неписмено                                               | 4169     |
| 99  | Мушко становништво од 15 година и више које је неписмено                                         | 1601     |
| 100 | Женско становништво од 15 година и више које је неписмено                                        | 2568     |
| 101 | Становништво старо 15 и више година без школовања                                                | 5520     |
| 102 | Мушко становништво старо 15 и више година без школовања                                          | 2233     |
| 103 | Женско становништво старо 15 и више година без школовања                                         | 3287     |
| 104 | Становништво старосног доба 15 и више година са непотпуним основним образовањем                  | 11213    |
| 105 | Мушко становништво старосног доба од 15 година и више са непотпуном основним образовањем         | 5103     |
| 106 | Женско становништво старосног доба 15 и више година са непотпуном основним образовањем           | 6110     |
| 107 | Становништво старо 15 и више година са комплетним основним образовањем                           | 15641    |
| 108 | Мушко становништво старо 15 година и више са комплетним основним образовањем                     | 7086     |
| 109 | Женско становништво старо 15 и више година са комплетним основним образовањем                    | 8555     |
| 110 | Становништво старосног доба 15 и више година са непотпуним средњим образовањем                   | 5775     |
| 111 | Мушко становништво старосног доба од 15 година и више са непотпуним средњим образовањем          | 3026     |
| 112 | Женско становништво старосног доба од 15 година и више са непотпуним средњим образовањем         | 2749     |
| 113 | Становништво старо 15 и више година са пуним секундарном образовањем                             | 25034    |
| 114 | Мушко становништво старосног доба од 15 година и више са пуним секундарном образовањем           | 12494    |
| 115 | Женско становништво старосног доба од 15 година и више са пуним секундарном образовањем          | 12540    |
| 116 | Становништво старије од 18 година са постосновним образовањем                                    | 52933    |
| 117 | Мушко становништво старије од 18 година са постосновним образовањем                              | 27255    |
| 118 | Женско становништво старије од 18 година са постосновним образовањем                             | 25678    |
| 119 | Просечна оцена школовања                                                                         | 9.85     |
| 120 | Просечан ниво образовања мушке популације                                                        | 10.12    |
| 121 | Просечан ниво образовања женског становништва                                                    | 9.59     |
| 122 | Економски активно становништво                                                                   | 73255    |
| 123 | Економски активна мушка популација                                                               | 48262    |
| 124 | Економски активна женска популација                                                              | 24993    |
| 125 | Становништво које није економски активно                                                         | 55481    |
| 126 | Мушко становништво које није економски активно                                                   | 14830    |
| 127 | Женско становништво које није економски активно                                                  | 40651    |
| 128 | Запослено становништво                                                                           | 70898    |
| 129 | Запослено мушко становништво                                                                     | 46438    |
| 130 | Запослено женско становништво                                                                    | 24460    |
| 131 | Незапослена популација                                                                           | 2357     |
| 132 | Незапослена мушка популација                                                                     | 1824     |
| 133 | Незапослена женска популација                                                                    | 533      |
| 134 | Становништво без права на здравствене услуге                                                     | 40643    |
| 135 | Становништво које има право на здравствене услуге                                                | 124277   |
| 136 | Становништво које има право на ИМСС                                                              | 73811    |
| 137 | Становништво које има право на социјално осигурање                                               | 5291     |
| 138 | Становништво које има право на државно социјално осигурање                                       | 168      |
| 139 | Становништво које има право на опште осигурање или здравствено осигурање за нову генерацију      | 23508    |
| 140 | Становништво које је било једном или није било у браку током 12 година и више                    | 41597    |
| 141 | Венчано или уједињено становништво од 12 година и више                                           | 74224    |
| 142 | Становништво које је било у браку или уједињено 12 година и више                                 | 13148    |
| 143 | Становништво са католичком религијом                                                             | 108711   |
| 144 | Протестанти, еванђелисти и библијски следбеници различити од еванђелиста                         | 23178    |
| 145 | Становништво са другим религијама различитим од претходних                                       | 89       |
| 146 | Становништво без религије                                                                        | 14178    |
| 147 | Укупно пописаних домаћинства                                                                     | 44375    |
| 148 | Пописна домаћинства на челу са мушкарцима                                                        | 32181    |
| 149 | Пописна домаћинства на челу са женама                                                            | 12194    |
| 150 | Становништво у пописним домаћинствима                                                            | 165417   |
| 151 | Становништво у пописним домаћинствима на челу са мушкарцима                                      | 122555   |
| 152 | Становништво у пописним домаћинствима на челу са женама                                          | 42862    |
| 153 | Укупно домаћинстава                                                                              | 54976    |
| 154 | Укупно насељених домаћинстава                                                                    | 45580    |
| 155 | Укупно приватних кућа                                                                            | 53771    |
| 156 | Насељени приватни домови                                                                         | 44375    |
| 157 | Укупно насељених приватних кућа                                                                  | 45563    |
| 158 | Ненасељене приватне куће                                                                         | 4373     |
| 159 | Појединачна домаћинства за привремену употребу                                                   | 5023     |
| 160 | Становници у насељеним приватним кућама                                                          | 165417   |
| 161 | Насељеност станара у приватним становима                                                         | 3.73     |
| 162 | Просечно становника по соби у приватним насељеним домаћинствима                                  | 1.19     |
| 163 | Појединачна домаћинства са подовима од различитих материјала од земље                            | 42669    |
| 164 | Појединачна домаћинства у приземљу                                                               | 1523     |
| 165 | Појединачна домаћинства са једном спаваћом собом                                                 | 20392    |
| 166 | Појединачна домаћинства са две спаваће собе и више                                               | 23841    |
| 167 | Појединачна домаћинства са једним собом                                                          | 10417    |
| 168 | Појединачна домаћинства са две собе                                                              | 7545     |
| 169 | Појединачна домаћинства са 3 собе и више                                                         | 26228    |
| 170 | Појединачна домаћинства која имају електрично светло                                             | 44066    |
| 171 | Појединачна домаћинства која немају електрично светло                                            | 199      |
| 172 | Појединачна домаћинства која имају водоводну воду у стамбеном простору                           | 35526    |
| 173 | Појединачна домаћинства која немају водоводну воду у стамбеном простору                          | 8642     |
| 174 | Појединачна домаћинства која имају тоалет                                                        | 44053    |
| 175 | Појединачна домаћинства која имају канализацију                                                  | 43720    |
| 176 | Појединачна домаћинства која немају канализацију                                                 | 417      |
| 177 | Појединачна домаћинства која имају електрично светло, довод воде из јавне мреже и канализацију   | 35152    |
| 178 | Појединачна домаћинства без икаквих услова                                                       | 304      |
| 179 | Појединачна домаћинства која имају радио                                                         | 33847    |
| 180 | Појединачна домаћинства која имају телевизор                                                     | 42608    |
| 181 | Појединачна домаћинства која имају фрижидер                                                      | 40489    |
| 182 | Појединачна домаћинства која имају машину за веш                                                 | 37227    |
| 183 | Појединачна домаћинства која имају аутомобил или комби                                           | 19406    |
| 184 | Појединачна домаћинства која имају рачунар                                                       | 19081    |
| 185 | Појединачна домаћинства која имају фиксну телефонску линију                                      | 16913    |
| 186 | Појединачна домаћинства која имају мобилни телефон                                               | 39411    |
| 187 | Појединачна домаћинства која имају приступ интернету                                             | 14985    |
| 188 | Величина локације                                                                                | 11       |